# ميتريك
ميتريك (بالإنجليزية: Metric)‏ هي فرقة غناء روك كندية نشأت في مدينة تورونتو في سنة 1998، تألفت هذه الفرقة من إيملي هاينس وجيمس شو وجوشوا ونستيد و جول سكوت كاي، نشأت الفرقة في سنة 1998 بعد ديو شكله كل من هاينس وشو وكان إسمها ماينستريم، وأطلقوا عندها ألبوم بعنوان ماينستريم إي بي.

## روابط خارجية
- ميتريك على موقع IMDb (الإنجليزية)
- ميتريك على موقع ميوزك برينز (الإنجليزية)
- ميتريك على موقع رولينغ ستون (الإنجليزية)
- ميتريك على موقع أول ميوزيك (الإنجليزية)
- ميتريك على موقع ديسكوغز (الإنجليزية)